# Cuboide
El cuboide (en llatí: os cuboideum) és un dels set ossos del tars que són al peu. És un os curt, parell, de forma irregular cúbica, amb sis cares: superior i inferior, laterals i anterior i posterior, de les quals tres són articulars. La superfície dorsal és rugosa per a la unió amb els lligaments. La superfície plantar presenta al front un solc profund.
En la síndrome cuboïdal el cuboide pot tenir una luxació que causa una inflamació dolorosa en la vora lateral del peu.

## Imatges addicionals
- Cuboide
- Superfície plantar del peu dret.
- Aspecte lateral.
- Articulacions talocalcaneal i talocalcaneonavicular.
- Secció obliqua de les articulacions intertarsal i tarsometatarsal mostrant les cavitat sinovials.
- Ossos del peu